# Broeders van Onze-Lieve-Vrouw-Presentatie
De katholieke congregatie van de Broeders van Onze-Lieve-Vrouw-Presentatie (Latijn: Fratris Presentationis Beatae Virginis Mariae, afkorting FPM) is in 1802 in Waterford opgericht door de Ierse koopman Edmund Ignatius Rice (1762-1842).
De door Rice gevormde congregatie ging in 1807 leven volgens de regel van de Presentation Sisters, een Ierse zustercongregatie opgericht in 1775, die reeds pauselijke goedkeuring had ontvangen. In 1820 kreeg de broedercongregatie pauselijke goedkeuring onder de naam Congregatio Fratrum Christianorum (thans bekend als Christelijke Broeders van Ierland). Een paar broeders wilden echter vasthouden aan de regel van de Presentation Sisters, en gingen door als (wederom) een congregatie naar diocesaan recht. Deze congregatie kreeg in 1889 pauselijke goedkeuring.